# Anne Spiegel
Anne Spiegel (Leimen, 1980. december 15.) német politikus, 2021-tól Németország  családügy-minisztere.

## Életpályája
2011 és 2016 között a rajna-vidék-pfalzi tartományi gyűlés képviselője (Mitglied des Landtages Rheinland-Pfalz) volt. 
A férje skót. Négy közös gyermek van. 